# Termoformatura
La termoformatura è una tecnica di stampaggio di materie plastiche a caldo, a partire da lastre o film, sotto pressione o sotto vuoto.

## Il processo di lavorazione
La termoformatura si ottiene:
- Sotto vuoto.
La lastra di materiale plastico preriscaldata si adagia sullo stampo per aspirazione (vacuum), copiando tutte le sinuosità dello stampo stesso
- Sotto pressione.
Il film plastico viene spinto sullo stampo grazie ad un'alta pressione esercitata dall'esterno dall'aria, che ne facilita anche il raffreddamento. È un metodo molto diffuso, ad esempio, per sottosquadri molto dettagliati come i gancetti di chiusura dei blister. Oppure si utilizza il sistema di stampo e controstampo azionati meccanicamente con l'ausilio di semplici presse oleodinamiche.

La termoformatura consente lo stampaggio anche dei sottosquadri o l'inglobamento di particolari metallici come filetti, rondelle o piastre di rinforzo che consentiranno all'oggetto di essere fermamente agganciato o avvitato ad altri componenti totalmente metallici. Sia i sottosquadri che gli inglobamenti di particolari metallici o plastici ad alta resistenza, dipendono dal concepimento dello stampo stesso e dalla sua progettazione che prevede movimenti(come tartarughe) di espansione e contrazione resi possibili da circuiti ad aria. Per i particolari metallici, uguale concetto, è lo stampo che deve contenere i punti di appoggio per i particolari che si desiderano inglobare nella plastica, e questi particolari devono essere posizionati manualmente prima di ogni ciclo di stampaggio di ogni singolo pezzo. L'inglobamento è reso possibile dal risucchio del sottovuoto che consentirà alla plastica di avvolgere totalmente il pezzo da inglobare. In un pallet di movimentazione interna per la produzione di maniglie, ottenuto mediante termoformatura, sono stati inseriti settantadue blocchetti metallici nello spazio di 750 mm per 550 mm perfettamente distanziati e posizionati. Questo particolare stampo prevedeva due carrelli asportabili alternativamente, durante la produzione per limitare quasi totalmente tempi lunghi di fermo macchina.
Il ciclo è continuo, variabile da pochi secondi a diversi minuti, dall'appoggio della lastra sulla macchina, al ritiro del pezzo termoformato raffreddato mediante semplice aria o doccia d'acqua.
Le variabili più determinanti per il tempo di stampaggio sono il tipo di plastica usato, lo spessore del film e la complessità dello stampo.
Si passa ad esempio da pochi secondi per termoformare una vaschetta per alimenti utilizzando un combinato di polistirolo + politene dello spessore di 400 micron, a circa un minuto per termoformare un blister con chiusura a gancio utilizzando del PVC dello spessore di 600 micron, fino a diversi minuti per stampare dei vassoi sagomati in ABS dello spessore di 2-3 millimetri.
La separazione del modello stampato dal resto del telaio avviene soprattutto in due modi:
- mediante l'uso di fustelle sagomate, spesso riscaldate in caso di materiale che tende a vetrificare come il PVC, che costituisce il metodo più diffuso ma meno preciso in quanto soggetto ad eventuali fuoripasso della macchina,
- come spesso accade per il polipropilene, mediante l'uso della tecnica del forma-trancio, dove la separazione avviene all'interno dello stampo grazie a delle lame che si azionano quando esso è ancora chiuso, ma comunque quando il materiale è già stato formato (costituendo così il metodo di taglio più preciso nell'ambito dei prodotti termoformati). Questo è il metodo usato per il polipropilene.

Un metodo usato per spessori medi è il taglio ad acqua. Un getto del diametro di qualche decimo di millimetro esce da un ugello sotto la pressione di alcune migliaia di bar, mediamente 3000. L'energia del getto è tale da tagliare nettamente il materiale senza produrre polveri o trucioli. Il taglio ad acqua è particolarmente usato per tagliare manufatti in fibra di vetro o di carbonio per la pericolosità delle polveri che altrimenti verrebbero prodotte con la fresatura. Altro metodo di taglio dei termoformati di spessori più alti dai 3 mm fino a 8÷10 mm, è mediante l'utilizzo di fresatrici a controllo numerico computerizzato a tre o cinque assi, programmabili mediante utilizzo di software strutturati su piattaforma CAD, che consentono di programmare e scrivere un percorso utensili tridimensionale. Qualora non si disponga del modello matematico del manufatto, la rifilatura a controllo numerico può essere realizzata con metodi di reverse engineering semplificati: si posiziona manualmente la testa del robot antropomorfo in vari punti del bordo di rifilatura i quali, una volta memorizzati, descrivono la disposizione dell'arto meccanico; successivamente il software interpolerà queste posizioni fino a ricreare il percorso per intero. Questo sistema può essere molto preciso, ma soprattutto consente uniformità di taglio degli interi lotti di produzione, anche a più riprese nel tempo; la fresatura tridimensionale, consente anche operazioni accessorie al termoformato come asolature, forature di diverso diametro, e persino filettature se la macchina/robot ha la possibilità del cambio utensile automatico attingendo da un proprio magazzino utensili a bordo macchina. Tale sistema viene utilizzato nel settore automobilistico, o nella produzione di carteraggio protettivo speciale antinfortunistico. Anche il taglio laser ora addirittura tridimensionale consente un taglio dei termoformati con una rapidità e precisione ancora più apprezzabili anche nella finitura del taglio, rispetto ai sistemi sopraindicati, dovuti alla mancanza di attrito di avanzamento che il raggio laser non ha rispetto ad un utensile rotante di acciaio rotante bloccato nel mandrino della testa fresatrice a controllo.
Frequente è l'uso dei controstampi, realizzati in legno o resina, che hanno duplice funzione:
- aiutare il materiale riscaldato a distribuirsi in cavità profonde senza stirarsi eccessivamente, diventando così molto più sottile rispetto alle parti dello stampo più vicine al film
- evitare la formazione delle cosiddette "vele", che tendono a formarsi nelle zone con spazi ristretti dello stampo oppure tra i diversi elementi di uno stampo a più impronte.

Tempo e modo di esposizione al raffreddamento dell'oggetto termoformato, contribuiscono alla precisione dimensionale finale dell'oggetto, ed il giusto compendio dei diversi step di produzione, determinano l'affidabilità e la relativa costanza dimensionale e dei relativi range entro i quali vengono richieste le tolleranze di min/max stiramento del polimero termoformato. Per dare una struttura abbastanza rigida all'oggetto termoformato, si studiano le nervature che percorrono ed intrecciano l'oggetto stesso, mediando tra funzionalità ed estetica. Questi aspetti in particolare oggi sono studiati al computer, con software specifici (addirittura di derivazione dall'ingegneria aeronautica) che sono in grado anche di calcolare le probabilità di rottura. Individuare una nervatura utile efficace ed esteticamente "giustificabile", comporta il risparmio sullo spessore delle lastre impiegate sull'intera produzione di particolari in termoformatura (si pensi alle casse interne dei frigoriferi, risparmio moltiplicato per la quantità totale di produzioni ad alta intensità.

## I materiali
Le materie utilizzate per la costruzione degli stampi in termoformatura possono essere varie, dal MDF (o Mediodensit) usato normalmente per sviluppare/costruire rapidamente prototipi e stampare lotti (1000 e più pezzi a seconda della tipologia di trazione che esegue la lastra in fase di sformo dallo stampo), a tavole per prototipazioni utilizzate in modo similare all'MDF ma notevolmente più costose, fino ad arrivare a materiali (impensabili da utilizzare come sviluppo prototipi per via del loro eccessivo costo e di difficile rimaneggio o modifiche rispetto ad uno stampo in MDF) tipo resine termocompounding o stampi in alluminio in fusione da fonderia con serpentine interne per il raffreddamento dello stampo stesso, utilizzati solo in caso di grosse quantità da stampare, e comunque se la parte stampata con i precedenti materiali (magari per finitura) non soddisfa appieno il cliente finale.

## Confronto con lo stampaggio ad iniezione
- Stato di partenza della plastica impiegata:   Lastra/film per termoformatura e granulo per iniezione;
- Costo delle attrezzature (stampi, attrezzatura per il taglio e la sgrossatura):   più basso per la termoformatura.
- Flessibilità. Un impianto per termoformatura è più adatto a serie di produzione più piccole, con possibilità di cambio stampi e relativo set-up in tempi decisamente più brevi rispetto al set-up di una macchina a iniezione.
- Convenienza in base alle quantità da produrre: minore è il numero di pezzi/anno, maggiore è la convenienza della termoformatura.
- La termoformatura non consente estrema precisione nelle tolleranze dimensionali dell'oggetto che si va a stampare, rispetto alle tolleranze più strette possibili con la tecnica a iniezione, ma spesso è possibile aggirare il rigore di una perfetta precisione dimensionale agendo a monte sulle quote dello stampo e utilizzando sistemi intelligenti (computer-assistiti) di pre-riscaldamento e riscaldamento parzializzati, in dotazione alla macchina operatrice.

Esiste comunque la possibilità di usare entrambi i sistemi contemporaneamente, al fine di ottenere un prodotto molto più omogeneo e definito.

## Vantaggi e svantaggi

### Pregi della termoformatura
- possibilità di stampare anche spessori sottilissimi, che la tecnologia a iniezione non permette per limiti tecnici propri dell'iniezione, che deve canalizzare la plastica liquida a distanza dal punto dell'iniettore e, trattandosi di spessori finissimi, la plastica stessa non può completare il percorso dello stampo in tempo utile prima del suo raffreddamento.
- potendo costruire uno stampo a moltissime impronte/cavità ( in base alle dimensioni del piano macchina ), si possono abbattere i tempi di produzione notevolmente rispetto al stampaggio ad iniezione, e raggiungere un buon equilibrio nel rapporto tra i costi di produzione ed il numero dei pezzi sufficienti a sostenere un break-even-point (punto di pareggio) di sufficiente o discreta convenienza economica atta a produrre il valore aggiunto necessario all'impresa.

### Limiti della termoformatura
- bassa velocità di produzione per macchine a lastra, alta velocità di produzione per macchine a bobina.
- stiramento non costante e uniforme della plastica sulle sinuosità dello stampo.

## Utilizzo
Quale che sia la tecnologia di trasformazione, è importante ricordare la possibilità di riutilizzo che la plastica offre prima di essere definitivamente rottamata.

A parte la convenienza economica, sempre da verificare, si può impiegare una lastra vergine per costruire un lunotto per aerei supersonici high-tech, passare attraverso numerosi altri riutilizzi intermedi, fino al bitume per asfalti speciali, che oggi vengono ormai adottati per le loro migliori qualità rispetto ai normali bitumi d'asfaltatura.
Può essere una valida alternativa alla tecnica dello stampaggio a iniezione soprattutto se:
- il numero di pezzi da produrre è basso, in questo caso si utilizza una termoformatrice manuale;
- il numero di pezzi da produrre è elevato e i tempi di consegna sono ristretti;
- è necessaria la massima flessibilità produttiva (lotti di pezzi finiti diversi);
- lo spessore delle pareti dei pezzi deve essere molto sottile;
- la precisione dimensionale richiesta è superiore al millimetro;
- l'oggetto presenta zone in sottosquadra non eliminabili.

## Oggetti prodotti mediante termoformatura
- Cassa interna di elettrodomestici
- Vaschette per alimenti
- Vassoi in ABS
- Blister, valve
- Finiture interne nel settore automotive (pannelli porta, padiglioni, rivestimenti in genere, cappelliere) e in quello dei veicoli ricreazionali (paraurti, interno ed esterno mansarde, piatti doccia, lavandini, plafoniere, componenti non strutturali in genere).
- Piatti, bicchieri, contenitore, lattine in plastica